# Bernat Guillem Samasó
Bernat Guillem Samasó va ser President de la Generalitat de Catalunya, nomenat el 14 d'agost de 1452.
Probablement era l'oncle del seu predecessor, en Bertran Samasó, qui li va assegurar el lloc de diputat en la renovació de càrrecs. Aquesta manipulació de càrrecs va fer que es comencés a considerar el canvi de sistema d'elecció, que arribaria al trienni 1452-1455.
La seva trajectòria eclesiàstica s'inicià a Sant Joan de les Abadesses, posteriorment va ser canonge de la seu de Tarragona, en representació de la qual va estar al Parlament de Barcelona e 1438, a la Cort de Barcelona (1439) i a la Cort de Lleida (1440). Es traslladà a Sant Pere d'Àger com abat comandatari en 1442. Va conèixer Pero Ximénez de Urrea quan participava en les Corts de Perpinyà-Vilafranca de 1446-1449 i fou decisiu en el seu futur nomenament com a diputat eclesiàstic. Mentre va ser al front de la Generalitat, deixa Sant Pere d'Àger per tornar a Sant Joan de les Abadesses, sent nomenat abat el 13 de maig de 1454. Va morir en 1456.